# ペ・ユミ
ペ・ユミ（배유미、1984年12月10日 - ）は、韓国の歌手、俳優であり、グループM.I.L.K.の元メンバーである。別名義に「ベ・ユミ」。
ソム・エンターテインメント所属。

## 略歴
- 2001年 - 女性ボーカルグループ「M.I.L.K.」（BMエンターテインメント所属）のメンバーとしてデビュー。後にSMエンタテインメントへ移籍。同年、ファーストアルバム「M.I.L.K.」をリリース。
- 2004年 - 「M.I.L.K.」解散。ソム・エンターテインメントへ移籍。
- 2005年 - 「ベ・ユミ」名義にて、「New World/ぼくらの時間」をリリース。

現在、俳優、歌手として活動中。

## 作品

### シングル
- New World/ぼくらの時間（2005年） - テレビアニメ『フタコイ オルタナティブ』のオープニングテーマ[1]。

### アルバム
- M.I.L.K.（2001年） - グループ「M.I.L.K.」のファーストアルバムとして。

## 出演

### テレビドラマ
- 秘密の校庭（2006年、韓国教育放送公社）パク・ウンホ 役